# Panurgus dentatus
Panurgus dentatus là một loài Hymenoptera trong họ Andrenidae. Loài này được Friese mô tả khoa học năm 1901.